# Kweneng East
Kweneng East è uno dei due sottodistretti del distretto di Kweneng nel Botswana.

## Villaggi
- Boatlaname
- Dikgatlhong
- Ditshukudu
- Gabane
- Gakgatla
- Gakutlo
- Gamodubu
- Hatsalatladi
- Kgope
- Kopong
- Kubung
- Kumakwane
- Kweneng
- Lentsweletau
- Leologane
- Lephephe
- Losilakgokong
- Mahetlwe
- Medie
- Metsimotlhabe
- Mmankgodi
- Mmanoko
- Mmatseta
- Mmopane
- Mogoditshane
- Mogonono
- Mokolodi
- Molepolole
- Ramaphatle
- Shadishadi
- Sojwe
- Thamaga
- Tloaneng

## Località
- Asphalt Camp
- Baloing
- Bapuleng
- Basimane
- Batshabi
- BDF Mogoditshane
- Boditsane
- Boditse
- Bohutsana
- Bontane
- Boraabone
- Botsilwane
- Botubeng
- Chaoka
- Diagane
- Digwagwa
- Dikateng
- Dikgama
- Dikgatlhong
- Dikgatlhong Lands
- Dikgonnyeng
- Dikhutlana/Dikhutlaneng
- Dikhutsana
- Dikolakolana
- Dikuteng
- Dilegane
- Dilege
- Dimawe
- Dinkgwana
- Dinoge
- Diphale
- Diphepe
- Diphepe
- Diphepe (Mmankgodi)
- Diphiring (Metsimotlhabe)
- Dipotongwane
- Diremogolo Lands/Lesetlhan
- Disingwane
- Ditawana
- Dithope's Ranch Camp
- Dithoteng
- Dithupe
- Ditlhakane
- Ditotojane
- Ditshesebe
- Ditshoso
- Ditshukudu (località)
- Ditswaladi
- Dumadumane
- Fikeng
- Gaborone Quarry
- Gajong
- Gakgatla Lands
- Gakutlo Lands
- Galekgatshwane
- Galetlhokwana
- Gamakoko
- Gamawatle
- Gamhemele
- Gamodubu Lands
- Gamogwasi/Gumadu
- Gamokao
- Gamoleele
- Gamolele
- Gamonkga
- Gamotsele
- Gapelo
- Gaphatshwa
- Garanjela
- Garuthwi
- Gata-la-Thutlwa
- Gathoka
- Goo-Nku
- Goomasala
- Hubasanoko/Mmari
- Kamenakwe
- Katswane
- Kgabodukwe
- Kgalapote
- Kgaphamadi
- Kgogwane
- Kgolomadue
- Kgomodinake
- Kgonkwe/Kgonwane
- Kgopane
- Kgophane
- Kgopotelele
- Kgoro-ya-Mokgalo
- Kgorowe
- Khudiring
- Khudu-ya-Majako
- Khudumatsebe
- Khunkhe
- Kobane/Gakale
- Kokonje
- Kolobeng
- Konye
- Kumakwanyane
- Kutwane
- Kutwane
- Kwakwe
- Kwaladipala
- Kweneng Cattle Post
- Legotlhong
- Lejwane
- Lekgalong
- Lekhujwane
- Leloto
- Lelotong
- Lenato
- Lenganeng
- Lepare
- Lepesekae
- Lephala
- Lerutobolo/Mampu
- Letlapana
- Letlapaneng
- Letlhajwaneng
- Letlhakane
- Letlhatshane
- Letswatswa
- Letubu 2
- Losilakgokong
- LTA Construction
- Lwale
- Lwale
- Mabelwana
- Mabogo-a-Pitse
- Macheke
- Madiabatho
- Mafatlhe
- Mafatshe/Ratsheko
- Magagarape
- Magokotswane
- Mahatelo
- Mahatlane
- Mahetwe Lands
- Mahibitswane
- Mahibitswane
- Maiphatlelo
- Maiso
- Maitsankwane
- Majatshipo
- Majwaneng
- Makabanyane/Dikgokong
- Makgwapana
- Makgwarapana
- Makgwarapane
- Malopane
- Mamhiko
- Mamonane
- Mamputhe
- Mantsho
- Manyedisa
- Manyelanong
- Maokagane
- Maologane
- Maologane/Ganthiba
- Maope
- Maowane
- Mapapeng
- Maphoko
- Marapalalo (Molepolole)
- Marapo-a-Thutlwa
- Maremametse
- Marotse
- Marungwane
- Masebele
- Masebosebo
- Masole/Seribe/ Xabong 2
- Masololwane/Leswalo
- Matchekane
- Matlapeng
- Matlhapelo
- Mediane
- Metsiapula
- Metsimabe
- Metsimahibidu
- Mhatane
- Mhatswe
- Mighty
- Mmabotshe
- Mmadikgomo
- Mmakanke
- Mmakhuu
- Mmamarobole
- Mmamekgwe
- Mmammoto
- Mmamojewa
- Mmamosadi-Mosweu
- Mmamotlakwe/Letswaane
- Mmampaba
- Mmanhatshe
- Mmanoga
- Mmanoko Lands
- Mmaphang
- Mmaphang
- Mmaphang
- Mmaphefo
- Mmathubolo
- Mmatlakgwana
- Mmatlelapa
- Mmatseta Lands
- Mmokolodi
- Mmokwanyane
- Mmopane Lands
- Mmutle
- Moamogwa
- Moetlo
- Mogagole
- Mogahe
- Mogale
- Mogatelwane
- Mogobe-wa-Mosu
- Mogobetwane
- Mogoditshane Lands
- Mogono/Senwane
- Mogotlhowalenong
- Mohoke
- Mokata
- Mokata
- Mokgalwana
- Mokonyelo
- Mokotswane
- Moleleme
- Mololwane
- Monageng
- Mononyane
- Monyatale
- Moralane
- Morarwana
- Moritsane
- Morotobolo/Dichaokeng/Kgogo
- Morulane
- Mosanteng
- Mosekele
- Moselele
- Mosetsanamontle
- Moshawaneng
- Mosimanemogolo
- Mosinki
- Mosoba
- Mosokotswe
- Mosokwane
- Mosusu
- Motale
- Motlabaki
- Motlhowe
- Motloletsatshega
- Motsaka
- Motswaiso
- Mpadithate
- Mphemphe/Naoleababa
- Mpue
- Murry and Roberts Camp
- Nakalakgokong
- Nakalatlou
- Nakalebe
- Nakalebe
- Ngope-la-Thagadi
- Ngwanaphiri
- Ngwanche
- Ntlelaletlhare
- Ntsedimane
- Ntshotlho
- Palebale
- Pasopa
- Peloyathwane
- Phatlhaneng
- Pheroge
- Phethekga
- Phetsolakgare
- Phiri-ya-Bokwete
- Phiring (località)
- Phuduhudu/Magolela
- Pitsegaeagelwe
- Poloka
- Poloko
- Powana
- Pune
- Rabasimane
- Radingwe
- Radiseko
- Raditau
- Rakola
- Rakolobeng/Maretakgong
- Ralephaphasela
- Ramabenyana
- Ramabonakgomo
- Ramagapu
- Ramahupela
- Ramankung
- Ramantosha
- Ramasanyane
- Ramaselwana/Makhubung
- Rametsana
- Rammala
- Rammalanyane
- Rammidi
- Rammopudu
- Ramoakgatlanyana
- Ramonkge
- Ramothopi
- Ramotikane
- Ramotimane
- Ramotlhabeng
- Ranyare
- Rapalama
- Rasegwagwa
- Rasoko
- Ratshere
- Raubeng
- Road Maitanance Camp
- Rotolamatlho/Pegamatlho
- Sasakwe
- Segakwaneng
- Sehatlhane
- Sehikantswe
- Sekgwasentsho
- Sekgwasentsho
- Sekhukhwane
- Sekutle
- Sekwakwanego
- Sekwate
- Selepana / Potsana
- Selepane/Tlaleng
- Seloko
- Selokwana
- Selokwane
- Semarule
- Semeseme
- Senamakola
- Senthumole
- Seokangwane
- Seribotsane
- Sesanankgopa
- Sethule
- Setoto
- Setswaneng
- Shaamadi
- Shadishadi Lands
- Sholomo/Ditlharapeng
- Shonono
- Sukwane
- Suping
- Talane
- Tanasegole
- Telekele
- Thajwe
- Thakatswane
- Thitotona
- Thobokwe
- Thokwane
- Tholatholo
- Thoraboroko Camp
- Thota-ya-Marula
- Thotanayamorala
- Tibitswane
- Tlapeng
- Tleke
- Tlhabelapele/Setopi
- Tlhale
- Tlhape/Monarch
- Tlharesekole
- Tlowaneng
- Tlowe
- Topolisisi/Kgopasakgomo
- Tshelesele
- Tshiping
- Tshupane
- Tshwaramaseila
- Tsitadira/Dipeleng
- Tsorogwane
- Tsuje
- Tswenetswene
- Tswete
- Utshwi
- Water Affairs Camp
- Xabo/Kebare
- Zanazara